# 스카이라인 (호놀룰루)

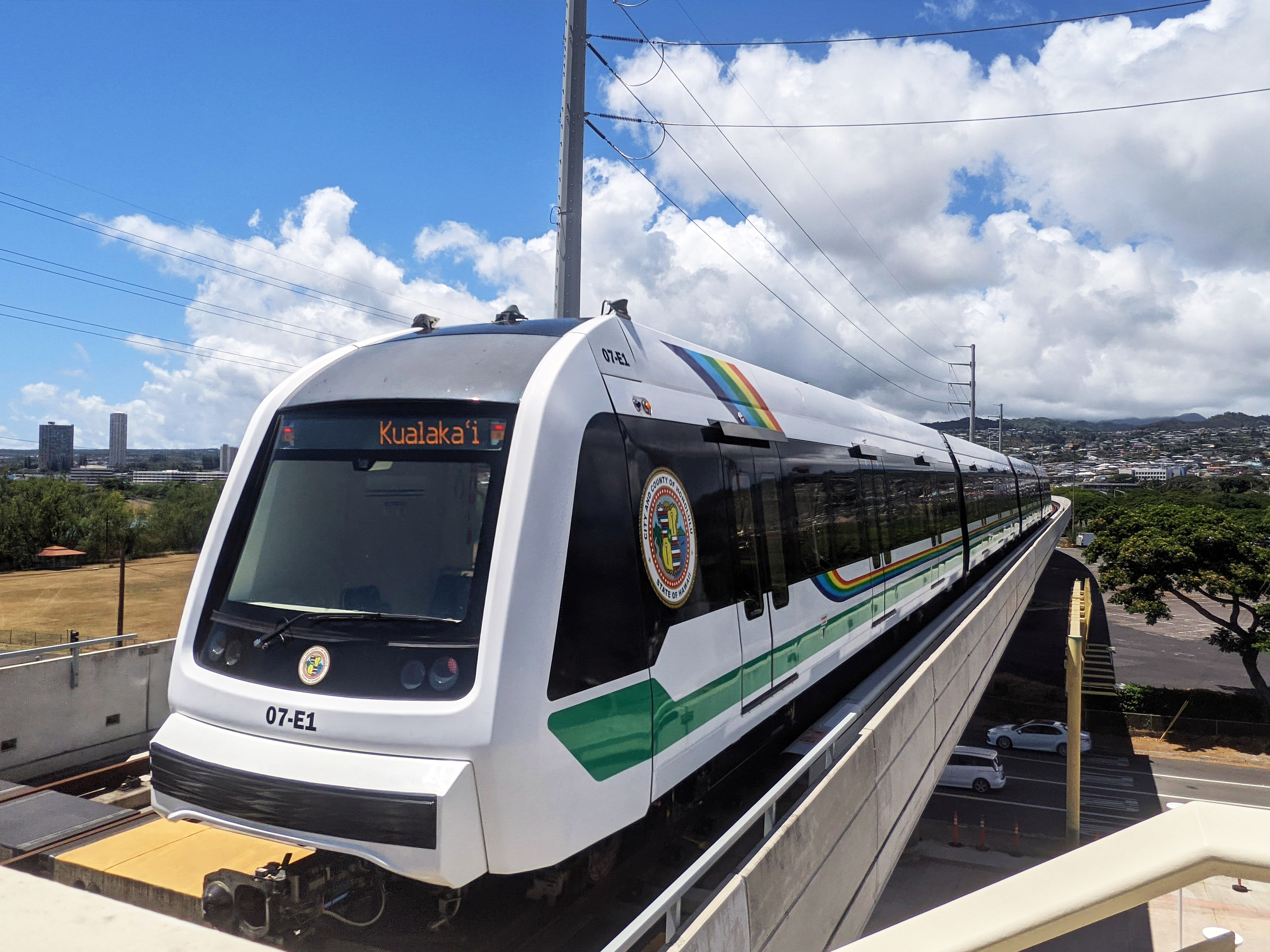
할라와역에서 출발한 스카이라인

스카이라인(영어: Skyline)은 미국 하와이주 호놀룰루군의 오아후섬 남부에서 운행중인 경전철 노선이다. 2023년 6월 30일에 영업 운전을 시작했다. 시드니 메트로 다음으로 오세아니아에서 두 번째로 오래되고 두 번째로 큰 메트로 네트워크이다.
| 구간 | 구간                 | 노선                      | 길이    | 역 | 개통                    |
| ---- | -------------------- | ------------------------- | ------- | -- | ----------------------- |
| 1    | 1단계 구간           | 쿠알라카이 – 할라와       | 17.4 km | 9  | 2023년 6월 30일         |
| 2    | 2단계 구간           | 할라와 – 카하우이키       | 8.5 km  | 4  | 2025년 10월 16일 (예정) |
| 3    | 3단계 구간           | 카하우이키 – 카카우쿠쿠이 | 5.3 km  | 6  | 2031년 (예정)           |
| 4    | 알라 모아나 연장구간 | 카카우쿠쿠이 – 칼리아     | 1.3 km  | 2  | 미정                    |

## 대중문화
2014년 미국 영화 고질라에서는 괴물 무토가 당시 실제로 공사 중이던 호놀룰루 지하철의 열차와 고가교를 공격해 파괴하는 장면이 나온다.